# Гарсия, Хосе (футболист, 1997)
Хосе Мануэль Гарсия Маурин (исп. José Manuel García Maurin; 13 января 1997, Памплона) — испанский футболист, полузащитник.

## Клубная карьера
В 2008 году Хосе присоединился к системе «Осасуны». 8 ноября 2013 года состоялся его дебют за «Осасуну» в матче испанского первенства против «Альмерии». Ему было 16 лет и 299 дней, что сделало его самым молодым игроком, когда-либо выходившем на поле за всю историю «Осасуны». Этот матч остался для игрока единственным в Ла Лиге. В 2014—2016 годах футболист играл за «Осасуну» в Сегунде, а затем — за небольшие клубы в низших дивизионах.

## Интересные факты
- В 2003 году сюжет о юном болельщике «Осасуны» Хосе был показан на Canal+. Это был матч против «Атлетика», на котором Хосе яро поддерживал свою любимую команду.[4]